# Niangua
Niangua è un comune degli Stati Uniti d'America, situato nello Stato del Missouri, nella contea di Webster.